# Weltmeisterschaften im Bogenschießen 1981
Die Weltmeisterschaften im Bogenschießen 1981 wurden vom 4. bis 14. Juni in Punta Ala, Italien ausgetragen.

## Ergebnisse Recurvebogen
| Disziplin         | Gold                                                           | Silber                                                    | Bronze                                                                 |
| ----------------- | -------------------------------------------------------------- | --------------------------------------------------------- | ---------------------------------------------------------------------- |
| Männer Einzel     | Kyösti Laasonen                                                | Darrell Pace                                              | Richard McKinney                                                       |
| Frauen Einzel     | Natalja Butusowa                                               | Alicja Ciskowska                                          | Marilyn Rumley                                                         |
| Männer Mannschaft | Vereinigte Staaten Darrell Pace Richard McKinney Edwin Eliason | Finnland Kyösti Laasonen Tomi Poikolainen Heikki Lautaoja | Sowjetunion Wladimir Jeschejew Alexander Gabelkow Stanyslaw Sabrodskyj |
| Frauen Mannschaft | Sowjetunion Natalja Butusowa Ketewan Lossaberidse Olga Rogowa  | Südkorea Hwang Sook-zoo Park Young-suk Yang Kyung-soon    | China Fu Hong Meng Fanai Kong Yaping                                   |

## Medaillenspiegel
| Platz  | Land               | Gold | Silber | Bronze | Gesamt |
| ------ | ------------------ | ---- | ------ | ------ | ------ |
| 1      | Sowjetunion        | 2    | –      | 1      | 3      |
| 2      | Vereinigte Staaten | 1    | 1      | 1      | 3      |
| 3      | Finnland           | 1    | 1      | –      | 2      |
| 4      | Polen              | –    | 1      | –      | 1      |
| 4      | Südkorea           | –    | 1      | –      | 1      |
| 6      | Australien         | –    | –      | 1      | 1      |
| 6      | China              | –    | –      | 1      | 1      |
| Gesamt | Gesamt             | 4    | 4      | 4      | 12     |